# Hybalus pygmaeus
Hybalus pygmaeus är en skalbaggsart som beskrevs av Conrad Quensel 1806. Hybalus pygmaeus ingår i släktet Hybalus och familjen Orphnidae. Inga underarter finns listade i Catalogue of Life.